# Aith (Orkney)

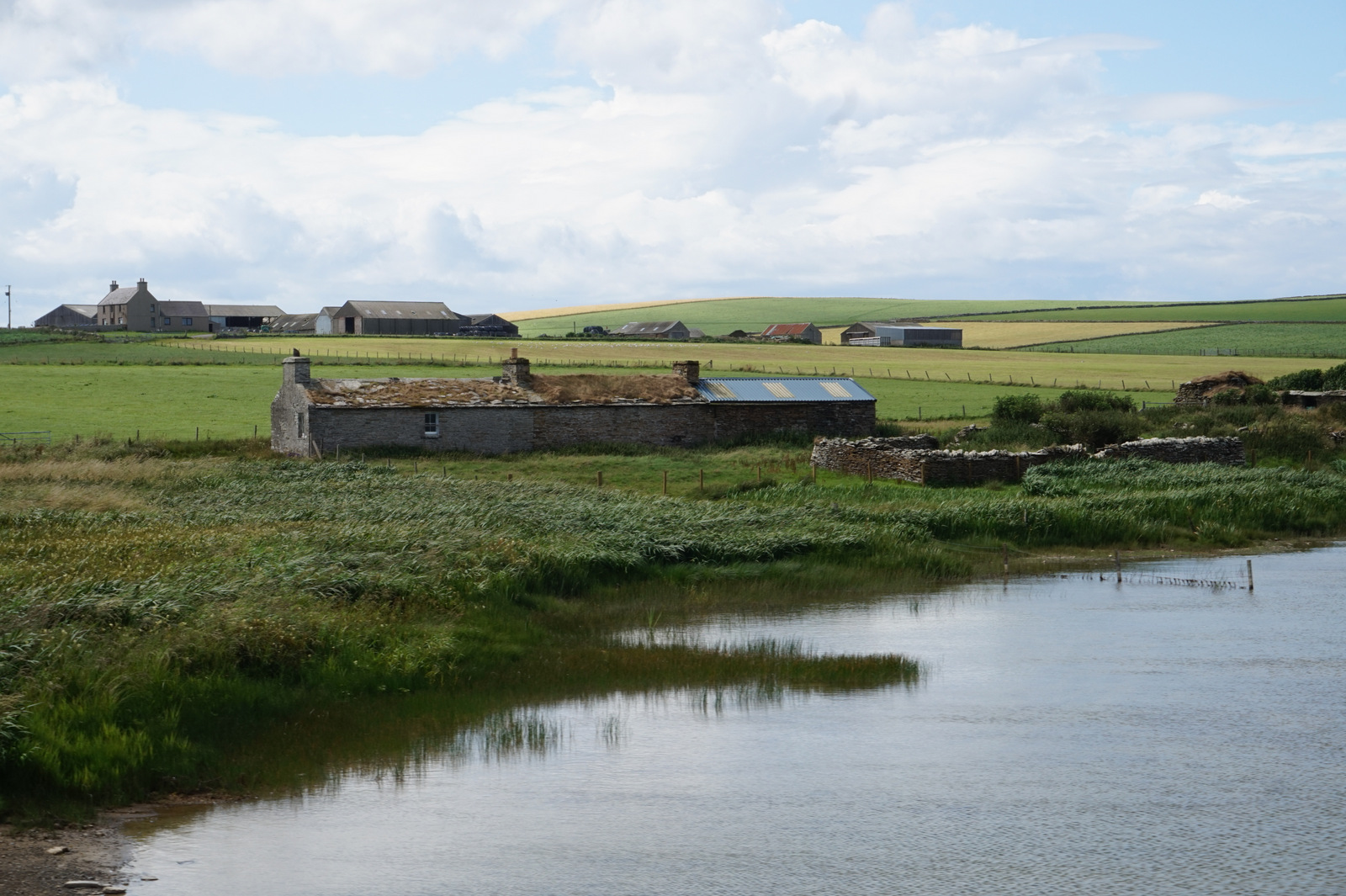
Bauernhäuser im Westen von Aith

Aith ist eine Ortschaft, die im Nordwesten der zu Schottland zählenden Orkneyinseln liegt.

## Geographie
Aith liegt auf der Insel Mainland am östlichen Ufer des Sees Loch of Skaill, etwa einen Kilometer nordwestlich von Hestwall.

## Historisches
Im Rahmen der historischen Gliederung Schottlands in Civil Parishes zählt Aith zu Sandwick. Als Kulturdenkmal ausgewiesen ist der Bauernhof West Aith, der als Listed Building der Kategorie B unter Denkmalschutz steht.